# Pomnik Chrystusa Króla w Toruniu
Pomnik Chrystusa Króla w Toruniu – pomnik przedstawiający Jezusa Chrystusa Króla Wszechświata, znajdująca się na obszarze ogrodu klasztornego o.o. Redemptorystów przy ul. św. Józefa 23/25 w Toruniu. Został odsłonięty w 1997 roku.
Rzeźba Jezusa została wykonana z brązu, mierzy 3,5 m wysokości. Stoi on na kuli ziemskiej. Całość jest osadzona na granitowym cokole, mierzącym 2,5 m wysokości. Na pomniku umieszczono dwa napisy. Na kuli widnieje inskrypcja: Jezu Chryste Królu Wszechświata Błogosław Ojczyźnie naszej, na cokole: Dar Straży Honorowej Najświętszego Serca Pana Jezusa przy Parafii św. Kamila w Chicago / USA / dla Radia Maryja. Króluj nam Chryste. Toruń 23.XI.1997. Wykonał prof. Czesław Dźwigaj.